# Brouckerque
Brouckerque, westflämisch „Broekkerke“, ist eine französische Gemeinde im Département Nord in der Region Hauts-de-France. Sie gehört zum Arrondissement Dunkerque und zum Kanton Grande-Synthe. Die Bewohner nennen sich Brouckerquois.

## Geografie
Die Gemeinde Brouckerque in Französisch-Flandern liegt unmittelbar südlich von Dunkerque im tischebenen Hinterland des Ärmelkanals. Sie grenzt des Weiteren im Nordosten an Spycker, im Südosten an Pitgam, im Süden an Looberghe, im Westen an Bourbourg und Craywick sowie im Nordwesten an Loon-Plage. Am Ortsteil Coppenaxfort haben die Gemeinden Bourbourg, Craywick und Brouckerque einen Anteil. Der Canal de Bourbourg tangiert die Gemeindegemarkung im Westen. An der südöstlichen Gemeindegrenze verläuft der Canal de la Haute Colme.

## Bevölkerungsentwicklung
| Jahr                       | 1962 | 1968 | 1975 | 1982 | 1990 | 1999 | 2008 | 2020 |
| Einwohner                  | 698  | 665  | 924  | 1064 | 1168 | 1165 | 1274 | 1434 |
| Quellen: Cassini und INSEE |      |      |      |      |      |      |      |      |

## Sehenswürdigkeiten
- Kirche Saint-Omer, Monument historique

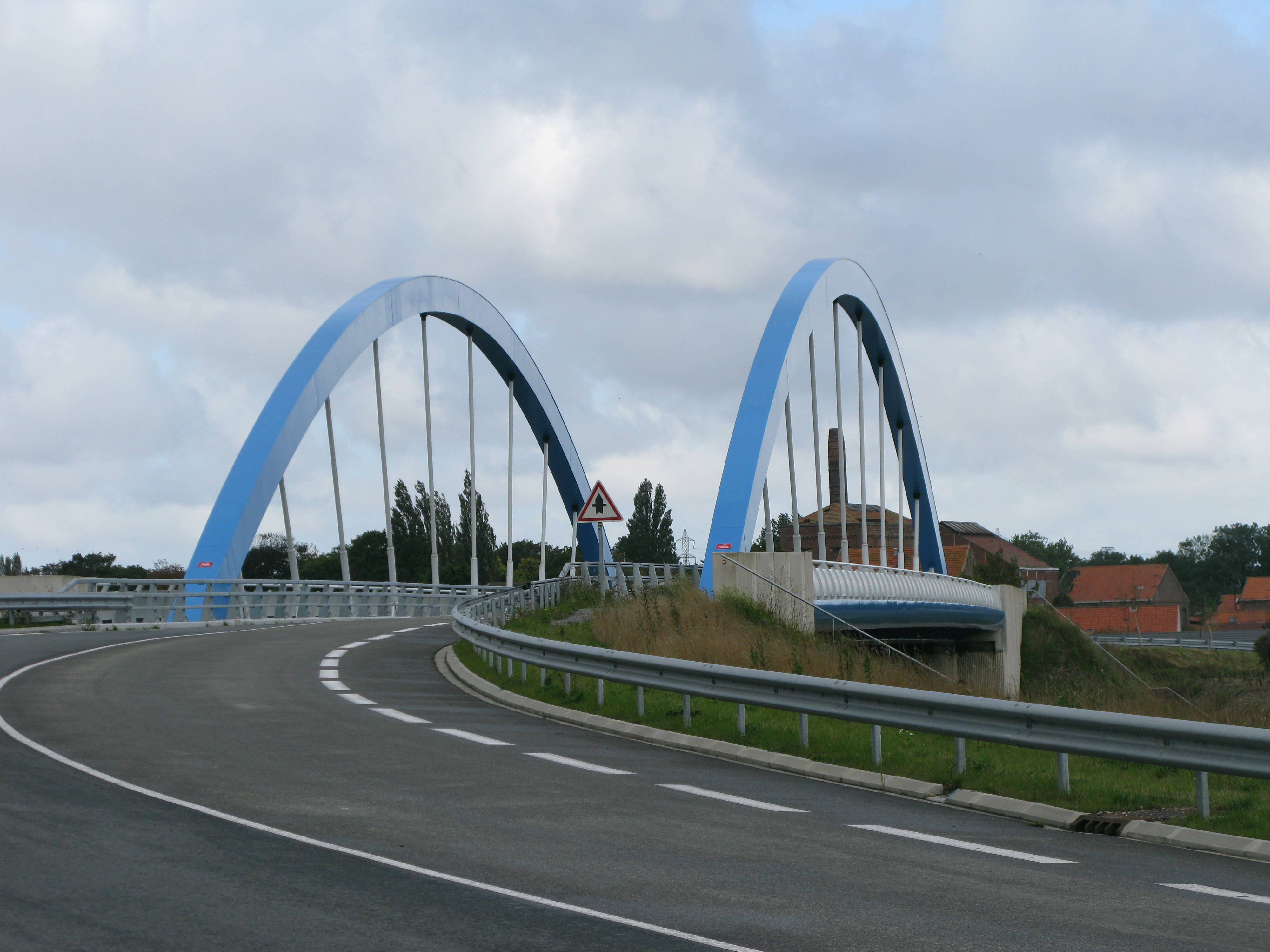
Neue Brücke von Coppenaxfort über dem Kanal von Bourbourg
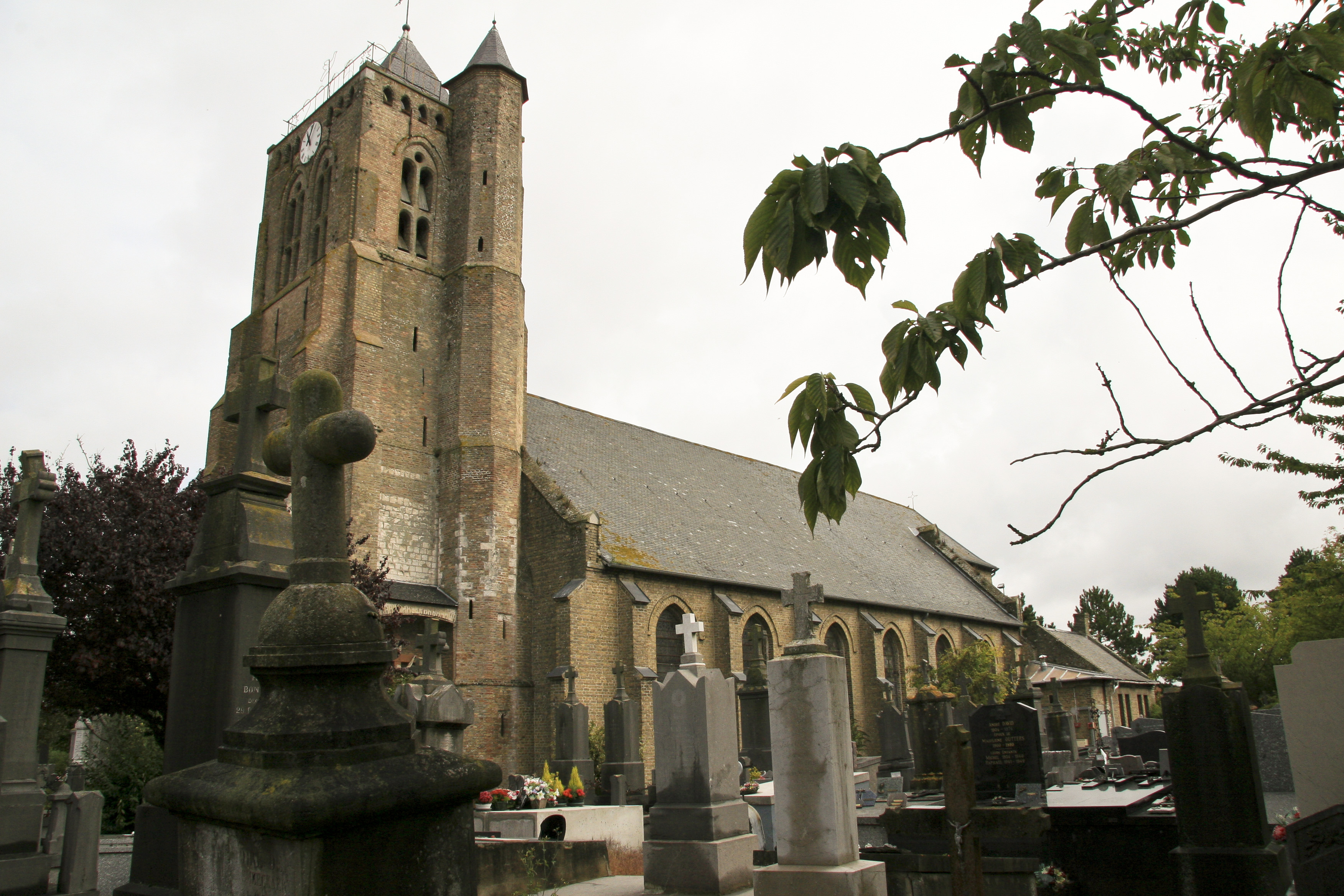
Kirche Saint-Omer
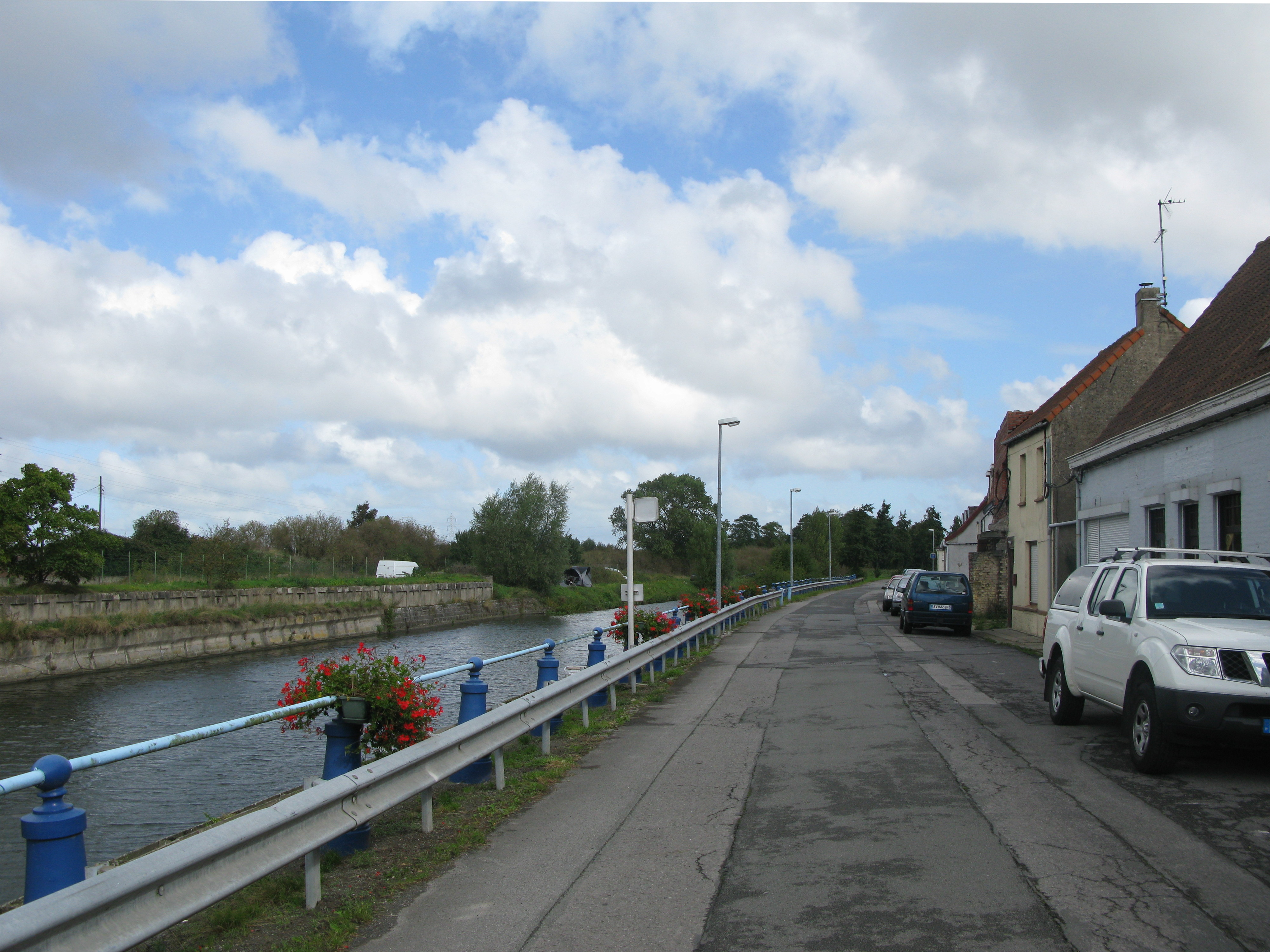
Kanal von Bourbourg
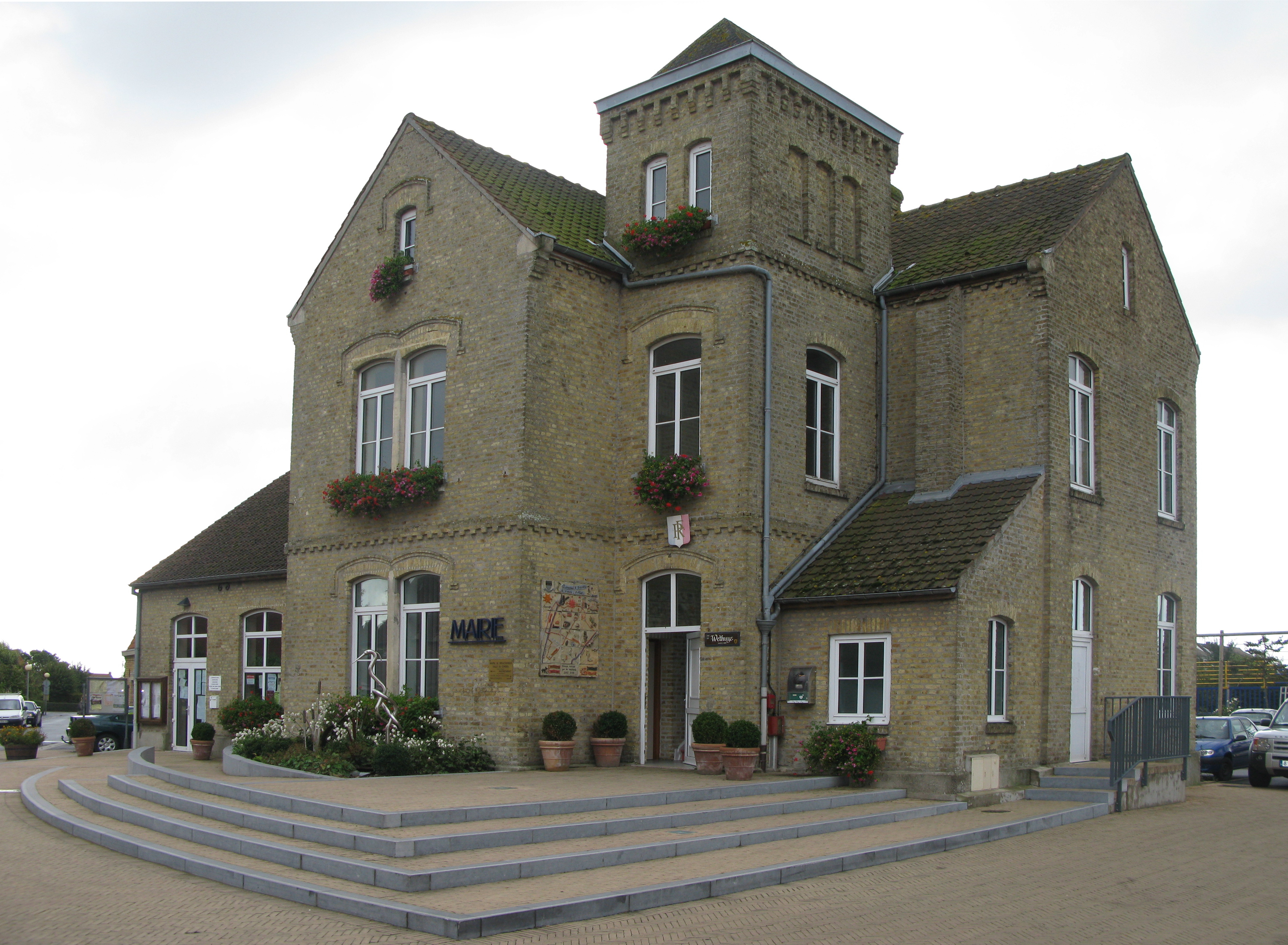
Mairie, genannt Wethuys